# 65 nm 공정
65 nm(나노미터) 공정은 회로선 폭이 65 nm인 반도체를 다루는 CMOS 공정 기술 수준이다. 2007년 9월 경 인텔, AMD, IBM, 유나이티드 마이크로일렉트로닉스, 차터드, TSMC와 같은 반도체 기업들이 달성하였다.

## 예제:후지쯔의 65 nm 공정[1][2]
- 게이트 길이: 30 nm에서 50 nm까지
- 코어 전압: 1.0 V
- 11 Cu interconnect layers using nano-clustering silica as ultralow k dielectric (k=2.25)
- 메탈 1 피치: 180 nm
- 니켈 실리사이드 소스/드레인
- 게이트의 산화물 두께: 1.9 nm (n형), 2.1 nm (p형)

## 65 나노미터 제조 공정을 적용한 프로세서
- 2006년 1월 16일 인텔 펜티엄 4 (시더밀)
- 2006년 1월 16일 인텔 펜티엄 D 900-계열
- 2006년 5월 28일 인텔 셀러론 D (시더밀 코어)
- 2006년 1월 5일 인텔 코어
- 2006년 7월 27일 인텔 코어 2
- 2006년 3월 14일 인텔 제온 (소사만)
- 2007년 2월 20일 AMD 애슬론 64 계열 (리마부터)
- 2007년 5월 7일 AMD 튜리온 64 X2 계열 (테일러부터)
- AMD 페넘 계열
- 2007년 11월 17일 IBM 셀 프로세서 - 플레이스테이션 3
- IBM z10
- 2007년 9월 마이크로소프트 엑스박스 360 팔콘 CPU
- 2008년 마이크로소프트 엑스박스 360 오퍼스 CPU
- 2008년 10월 마이크로소프트 엑스박스 360 제스퍼 CPU
- 2008년 10월 마이크로소프트 엑스박스 360 제스퍼 GPU
- 2007년 10월 썬 마이크로시스템즈 UltraSPARC T2
- 2008년 6월 AMD 튜리온 울트라[3]
- 2008년 2월 텍사스 인스트루먼트 OMAP 3 계열[4]
- 2008년 5월 비아 나노
- 2009년 Loongson